# Silk Road (película)
Silk Road es una película de suspenso estadounidense, escrita y dirigida por Tiller Russell. Está protagonizada por Jason Clarke, Nick Robinson, Alexandra Shipp, Katie Aselton, Jimmi Simpson, Paul Walter Hauser y Lexi Rabe. Fue estrenada el 19 de febrero de 2021 por Lionsgate.

## Sinopsis
La película detalla la historia real de la captura del fundador de Silk Road, Ross Ulbricht, por parte del FBI y el agente de la DEA Rick Bowden, apodado "Jurassic Narc".

## Reparto
- Jason Clarke como Richard "Rick" Bowden
- Nick Robinson como Ross Ulbricht
- Alexandra Shipp como Julia
- Darrell Britt-Gibson como Rayford
- Jimmi Simpson como Chris Talbert
- Paul Walter Hauser como Curtis Clark Green
- Katie Aselton como Sandy Bowden
- Lexi Rabe como Edie Bowden
- Daniel David Stewart como Max

## Producción
En enero de 2019, se anunció que Jason Clarke y Nick Robinson se habían unido al elenco de la película, con Tiller Russell dirigiendo un guion que él mismo escribió. En mayo de 2019, Cole Sprouse, Darrell Britt-Gibson y Jimmi Simpson se unieron al elenco de la película. En junio de 2019, Paul Walter Hauser, Katie Aselton y Lexi Rabe también se sumaron al elenco de la película. Ese mismo mes, Daniel David Stewart se unió al elenco de la película, reemplazando a Sprouse.

### Filmación
La fotografía principal comenzó en junio de 2019 en Albuquerque, Nuevo México.

## Lanzamiento
La película estaba programada para tener su estreno mundial en el Festival de Cine de Tribeca el 16 de abril de 2020. Sin embargo, el festival se pospuso debido a la pandemia de COVID-19. En diciembre de 2020, Lionsgate adquirió los derechos de distribución de la película en Estados Unidos y fijó su estreno para el 19 de febrero de 2021.